# Cerkiew Opieki Matki Bożej w Poznaniu

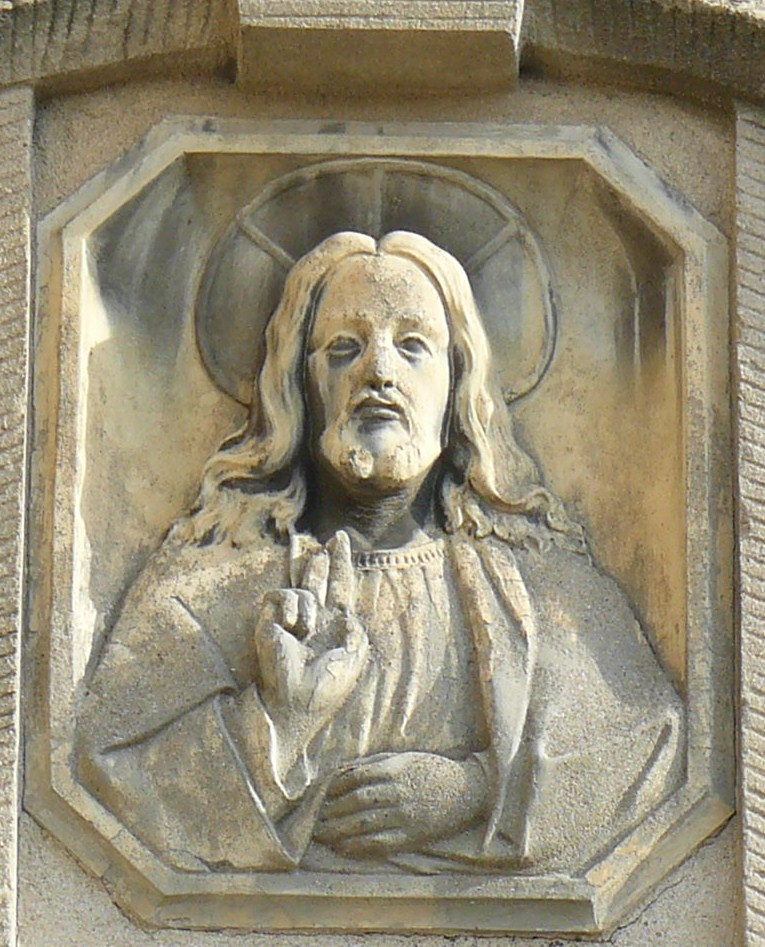
plakieta z Jezusem nad wejściem do cerkwi

Cerkiew Opieki Matki Bożej w Poznaniu – cerkiew greckokatolicka znajdująca się w Poznaniu, na Osiedlu Warszawskim, na osiedlu samorządowym Warszawskie-Pomet-Maltańskie. Należy do dekanatu poznańskiego eparchii wrocławsko-koszalińskiej.

## Historia
Cerkiew została zbudowana jako kościół rzymskokatolicki pod wezwaniem Chrystusa Odkupiciela. Kamień węgielny został poświęcony i akt erekcyjny został wmurowany w dniu 29 października 1933 roku przez księdza biskupa Walentego Dymka. Finanse na pokrycie kosztów budowy zostały uzyskane od różnych instytucji, przedsiębiorstw i osób prywatnych. Były także urządzane różne festyny, z których dochód był przeznaczany na budowę świątyni. Ostatecznie wybudowano kościół o dachu dwuspadowym z wieżyczką na sygnaturkę. W dniu 10 listopada 1935 roku świątynia została uroczyście poświęcona przez prymasa Polski, księdza kardynała Augusta Hlonda.